# Alfred Braunschweiger
Alfred Braunschweiger (Stuttgart, 16 d'octubre de 1885 – Stuttgart, 29 de juny de 1952) va ser un saltador alemany que va competir a primers del segle xx. El 1904 va prendre part en els Jocs Olímpics de Saint Louis, on va guanyar la medalla de bronze en la prova de salt de palanca del programa de salts.